# Júlio Sarmento da Costa

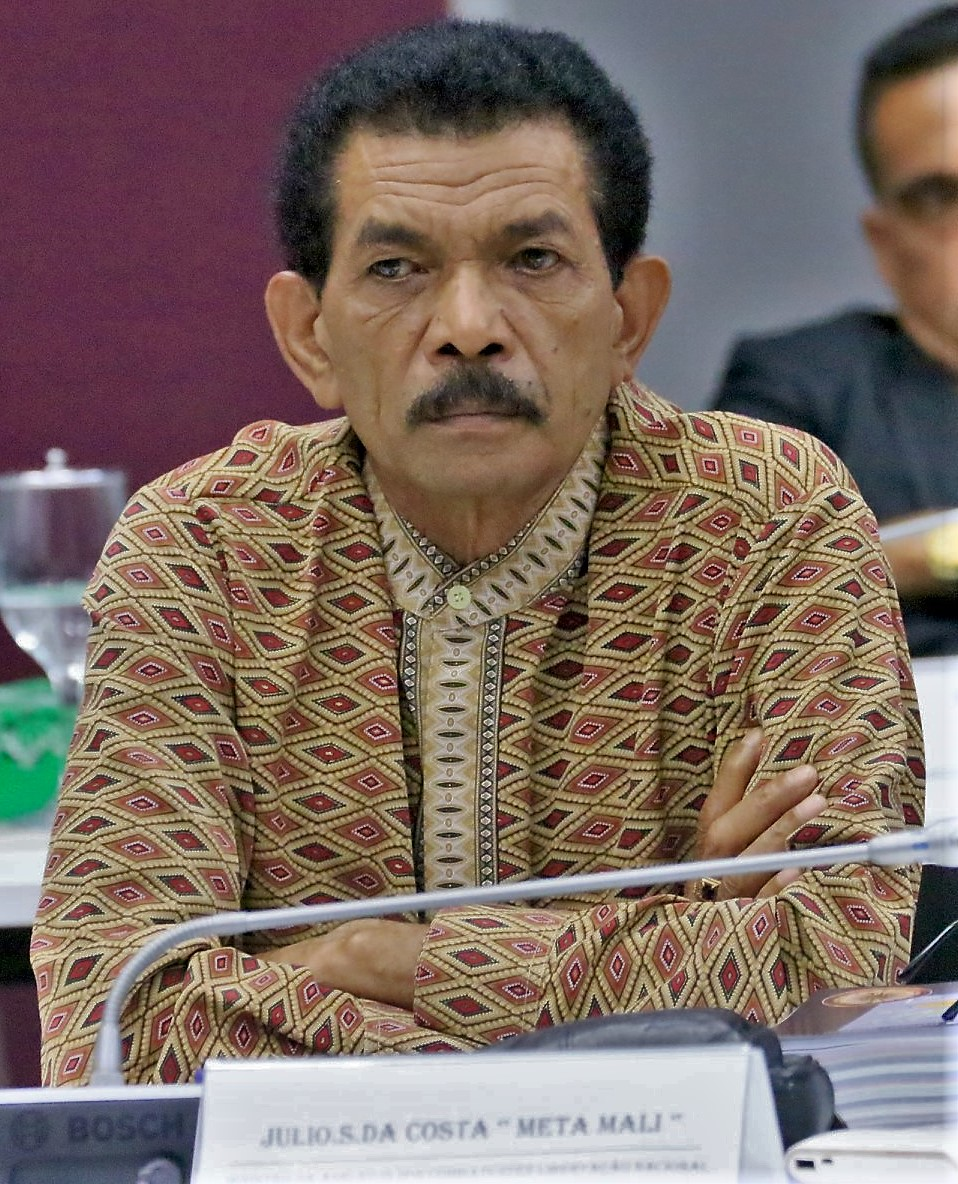
Júlio Sarmento da Costa

Júlio Sarmento da Costa (Kampfname: Meta Malik, * 20. Juli 1959 in Horai-Quic, Ainaro, Portugiesisch-Timor; † 24. Mai 2024 in Dili, Osttimor) war ein Politiker aus Osttimor. Von 2012 bis 2015 war er Staatssekretär für Veteranen und ehemalige Kämpfer. Von 2020 bis 2023 war er Minister für Veteranen. Costa war Mitglied der Partido Democrático (PD).

## Werdegang
Bei den Parlamentswahlen in Osttimor 2007 stand Costa aussichtslos auf dem 22. Listenplatz der PD.
Bei den Wahlen 2012 stand Mendonça auf Listenplatz 13 und zog trotz Verzichtes von Vorplatzierten wieder knapp nicht in das Nationalparlament ein. Ohnehin hätte Costa auf das Abgeordnetenamt verzichten müssen, weil er am 8. August 2012 zum Staatssekretär für Veteranen und ehemalige Kämpfer vereidigt wurde. Mit der Regierungsumbildung 2015 am 16. Februar schied Costa allerdings wieder aus dem Kabinett Osttimors aus.
Bei den Wahlen 2017 stand Costa nun auf Listenplatz 8. Zwar gewann die PD nur sieben Sitze, doch verzichtete António da Conceição auf seinen Sitz, so dass Costa nachrückte und bereits am zweiten Sitzungstag, dem 6. September 2017, zum ersten Stellvertreter des Parlamentspräsidenten gewählt wurde. Außerdem war er Mitglied in der Kommission für Außenangelegenheiten, Verteidigung und nationale Sicherheit (Kommission B). Bei den Parlamentswahlen 2018 verpasste Costa erneut den direkten Einzug in das Parlament auf Listenplatz 7. Die PD gewann nur 5 Sitze.
Am 29. Mai 2020 wurde Costa als Minister für Veteranen (Ministro dos Assuntos de Combatentes da Libertação Nacional MACLN) der VIII. Regierung vereidigt. Das Ministeramt hatte er bis zum Ende der Legislaturperiode am 30. Juni 2023 inne.
Am 24. Mai 2024 starb Costa am Morgen im Alter von 64 Jahren im Hospital Nacional Guido Valadares (HNGV). Seine Familie hatte ihn nach einem Herzinfarkt in die Klinik eingeliefert. Costa hinterließ seine Frau mit zwei Töchtern und drei Söhnen.

## Ehrungen
Costa war mit dem Ordem Nicolau Lobato ersten Grades für die Teilnahme an der Unabhängigkeitsbewegung zwischen 8 und 14 Jahren ausgezeichnet.